# Amerigo Corsini
Amerigo Corsini (Firenze, ... – Firenze, 18 marzo 1435) è stato un arcivescovo cattolico italiano, primo arcivescovo di Firenze: fu in effetti durante il suo episcopato (1411-1434) che Firenze fu elevata al rango di arcidiocesi. Successe al breve episcopato di Francesco Zabarella e dopo di lui fu eletto Giovanni Vitelleschi.

## Biografia
Fiorentino, di spirito minuzioso e severo, secondo i cronisti del tempo, nacque nella famiglia dei Corsini e durante il suo lungo episcopato compì la visita pastorale delle parrocchie a partire dal 1422. Gravò il clero di imposte, che mossero molte critiche per la sua esigenza.
Gestì le relazioni con Martino V, che si fermò per un lungo periodo a Firenze (circa un anno e mezzo dalla primavera 1419) sulla strada da Costanza, sede conciliare, a Roma, il quale fu trattato prima come ospite di riguardo della città, poi la popolazione iniziò a malcelare l'insopportazione verso questa pesante figura, usandogli talvolta poco rispetto e sarcasmo.
Il 2 maggio 1419, come ringraziamento papale alla città e alla diocesi, Amerigo Corsini ebbe il titolo di metropolita, e alla neocreata arcidiocesi furono assegnate come diocesi suffraganee Fiesole e Pistoia.
Alla sua morte la sede vacante fu affidata da papa Eugenio IV al governo temporaneo di monsignor Tommaso Paruta, vescovo di Traù.